# آندره لروند
آندره لروند (به فرانسوی: André Lerond) بازیکن فوتبال و مدافع اهل فرانسه است که از سال ۱۹۵۷ تا ۱۹۶۳ میلادی عضو تیم ملی فوتبال فرانسه بوده‌است. وی در ۳۱ بازی ملی حضور داشته‌است و در بازی‌های ملی‌اش گلی به ثمر نرساند.